# Административно деление на Киргизстан
Към 1 януари 2019 г. в административно-териториално отношение Киргизстан се дели на:
- области – 7 броя;
- административни райони – 40 броя;
- градове – 31 броя, в т.ч. с републиканско подчинение – 2 брой (Бишкек и Ош), с областно подчинение – 12 броя, с районно подчинение – 17 броя
- градски райони – 4 броя;
- селища от градски тип – 9 броя.

## Административно-териториално деление
| Админ. единица         | Админ. център | Население (1.1.2018) | Площ (km²) | Админ. райони | Градове | С репуб- ликанско подчинение | С областно подчинение | С районно подчинение | Градски райони | Селища от градски тип |
| ---------------------- | ------------- | -------------------- | ---------- | ------------- | ------- | ---------------------------- | --------------------- | -------------------- | -------------- | --------------------- |
| 2.Бишкек               |               | 1027200              | 170        | -             | 1       | 1                            | -                     | -                    | 4              | 1                     |
| 8.Ош                   |               | 270400               | 185        | -             | 1       | 1                            | -                     | -                    | -              | -                     |
| 7.Баткенска област     | Баткен        | 525 100              | 16995      | 3             | 6       | -                            | 3                     | 3                    | -              | 1                     |
| 5.Джалалабадска област | Джалал Абад   | 1214400              | 33700      | 8             | 8       | -                            | 4                     | 4                    | -              | 4                     |
| 4.Исъккулска област    | Каракол       | 489800               | 43100      | 5             | 3       | -                            | 2                     | 1                    | -              | 2                     |
| 6.Наринска област      | Нарин         | 287000               | 45200      | 5             | 1       | -                            | 1                     | -                    | -              | -                     |
| 9.Ошка област          | Ош            | 1341900              | 29200      | 7             | 3       | -                            | -                     | 3                    | -              | -                     |
| 1.Таласка област       | Талас         | 263500               | 11400      | 4             | 1       | -                            | 1                     | -                    | -              | -                     |
| 3.Чуйска област        | Бишкек        | 941100               | 20200      | 8             | 7       | -                            | 1                     | 6                    | -              | 1                     |
| Киргизстан – общо      | Бишкек        | 6360400              | 199988     | 40            | 31      | 2                            | 12                    | 17                   | 4              | 9                     |

## Историческа справка

### Руски империя
В края на съществуването на Руската империя съвременната територия на Киргизстан е попадала в 4 области: източната част – в Семиреченска, западната – във Ферганска, северозападната – в Сърдаринска, а крайната югозападна – в Самаркандска област.

### Съветски период
- След установяването на съветската власт в Туркестан през 1918 г. територията на днешен Киргизстан е включена в състава на Туркестанската АССР.
- На 14 октомври 1924 г. с решение на ВЦИК е създадена Кара-Киргизската АО (от май 1925 Киргизска АО) в състава на РСФСР[2].
- На 1 февруари 1926 г. Кара-Киргизската АО е преобразувана в Киргизска АССР, на територията на която са образувани 7 кантона (окръга)[2].
- През 1930 г. в Киргизстан, както и в целия СССР е отменено окръжното (кантонно) деление и на територията на Киргизската АССР са формирани 25 района.
- В съответствие с приетата нова Конституция на СССР на 5 декември 1936 г. Киргизската АССР е преобразувана в Киргизска ССР, а районите от 25 са се увеличават на 47[3].
- На 11 март 1938 г. с постановление на ЦИК на Киргизската ССР територията на републиката е разделена на 4 окръга (Джалалабадски, Исъккулски, Ошки и Тяншатски) и територия с републиканско подчинение[3][4].
- На 21 ноември 1939 г. окръзите са преобразувани в области, а районите с републиканско подчинение формират нова 5-а област – Фрунзенска[3].
- На 22 юни 1944 г. от части на Фрунзенска и Джалалабадска област е образувана нова 6-а област – Таласка[3].
- На 18 февруари 1956 г. Таласка област е закрита и територията ѝ е включена във Фрунзенска област[3].
- На 27 януари 1959 г. са закрити Джалалабадска, Исъккулска и Фрунзенска област, като районите на Джалалабадска област са присъединени към Ошка област, а районите на бившите Исъккулска и Фрунзенска област – предадени под пряко републиканско подчинение[3].
- На 30 декември 1962 г. е закрита Тяншанска област и районите ѝ са предадени под пряко републиканско подчинение, като по този начин в Киргизската ССР остава само една област – Ошка[5].
- На 11 декември 1970 г. в старите си гарници са възстановени Исъккулска и Наринска (бившата Тяншанска) области[5].
- На 3 септември 1980 г. е възстановена Таласка област от части на райони с републиканско подчинение и Токтогулски район на Ошка област[5].
- На 5 октомври 1988 г. са закрити Наринска област (районите ѝ са включени към Исъккулска област) и Таласка област, като територията ѝ е поделена между Ошка област и районите с републиканско подчинение[5].
- На 14 декември 1990 г. са възстановени Джалалабадска, Таринска и Таласка области и е създадена нова област Чуйска, на базата на границите на бившата Фрунзенска област (1939 – 1959 г.)[5].
- На 5 февруари 19991 г. град Фрунзе е преименуван Бишкек.
- На 31 август 1991 г. Киргизската ССР става независима държава Република Киргизстан.